# Mlekang
Mlekang is een bestuurslaag in het regentschap Demak van de provincie Midden-Java, Indonesië. Mlekang telt 2449 inwoners (volkstelling 2010).